# Primorski (Temriuk, Krasnodar)
Primorski (del ruso: Приморский) es un posiólok del raión de Temriuk del krai de Krasnodar del sur de Rusia. Está situado en la península de Tamán, a orillas de la bahía de Tamán, en el estrecho de Kerch, 37 km al oeste de Temriuk y 158 km al oeste de Krasnodar, la capital del krai. Tenía 1 616 habitantes en 2010.
Pertenece al municipio Sennoye.